# Lycisca cupreoviridis
Lycisca cupreoviridis is een vliesvleugelig insect uit de familie Pteromalidae. De wetenschappelijke naam is voor het eerst geldig gepubliceerd in 1908 door Brèthes.